# Mariana Drăgescu
Marie Ana Aurelia Drăgescu dite Mariana Drăgescu, née le 7 septembre 1912 à Craiova et morte le 24 mars 2013 à Bucarest, est une pilote militaire et aviatrice roumaine pendant la Seconde Guerre mondiale.
Elle fut la dernière membre vivante de l'Escadrille blanche, une équipe d'aviatrices qui pilotait des aéronefs sanitaires pendant la Seconde Guerre mondiale,. La Roumanie était le seul pays au monde à autoriser des femmes à voler pour des missions médicales pendant la guerre,.
Drăgescu obtint son brevet de pilote en 1935 à l'âge de 23 ans. Elle devint l'une des quelques femmes à détenir une licence à cette époque. En 1938, comme la menace d'un conflit s'étendait en Europe, Drăgescu fut invitée à rejoindre une nouvelle équipe d'aviation entièrement féminine, qui deviendrait l'Escadrille blanche. Les autres aviatrices fondatrices furent Virginia Duțescu, Nadia Russo, Marina Stirbey (en) et Irina Burnaia (ro) .
Les contributions de Drăgescu et des autres femmes de l'Escadrille blanche à l'histoire de l'aviation roumaine furent ignorées pendant l'ère communiste, mais furent réévaluées positivement plus récemment, à la suite de la Révolution roumaine de 1989.
Mariana Drăgescu est morte le 24 mars 2013, à l'âge de 100 ans.

## Décoration
- Chevalier de l'ordre de l'Étoile de Roumanie